# Vrachonisída Pacheiá
Vrachonisída Pacheiá är en ö i Grekland.   Den ligger i prefekturen Nomós Dodekanísou och regionen Sydegeiska öarna, i den sydöstra delen av landet, 300 km sydost om huvudstaden Aten. Arean är 1,4 kvadratkilometer.
Terrängen på Vrachonisída Pacheiá är lite kuperad. Öns högsta punkt är 138 meter över havet. Den sträcker sig 1,1 kilometer i nord-sydlig riktning, och 2,0 kilometer i öst-västlig riktning.